# Абрего
Абрего (исп. Ábrego) — город и муниципалитет в северо-восточной части Колумбии, на территории департамента Северный Сантандер. Входит в состав Западного субрегиона.

## История
Поселение, из которого позднее вырос город, было основано 12 марта 1810 года. Своё название город получил в честь героини борьбы за независимость Колумбии Мерседес Абрего де Рейес.

## Географическое положение

Муниципалитет Абрего

Город расположен в западной части департамента, в горной местности Восточной Кордильеры, на расстоянии приблизительно 76 километров к северо-западу от города Кукута, административного центра департамента. Абсолютная высота — 1395 метров над уровнем моря.
Муниципалитет Абрего граничит на севере с территориями муниципалитетов Ла-Плая-де-Белен и Акари, на северо-востоке — с муниципалитетом Сардината, на востоке — с муниципалитетами Букарасика и Вилья-Каро, на юго-востоке — с муниципалитетом Качира, на юго-западе — с муниципалитетом Ла-Эсперанса, на северо-западе — с муниципалитетом Оканья, на юго-западе — с территорией департамента Сесар. Площадь муниципалитета составляет 920 км².

## Население
По данным Национального административного департамента статистики Колумбии, совокупная численность населения города и муниципалитета в 2015 году составляла 37 997 человек.
Динамика численности населения муниципалитета по годам:
| 2005   | 2006   | 2007   | 2008   | 2009   | 2010   | 2011   | 2012   | 2013   | 2014   | 2015   |
| ------ | ------ | ------ | ------ | ------ | ------ | ------ | ------ | ------ | ------ | ------ |
| 34 492 | 34 847 | 35 177 | 35 519 | 35 862 | 36 215 | 36 564 | 36 929 | 37 279 | 37 639 | 37 997 |

Согласно данным переписи 2005 года мужчины составляли 50,5 % от населения Абрего, женщины — соответственно 49,5 %. В расовом отношении белые и метисы составляли 96,3 % от населения города; негры, мулаты и райсальцы — 3,7 %.
Уровень грамотности среди всего населения составлял 73,8 %.

## Экономика
Основу экономики Абрего составляет сельское хозяйство.
72,2 % от общего числа городских и муниципальных предприятий составляют предприятия торговой сферы, 20,1 % — предприятия сферы обслуживания, 7 % — промышленные предприятия, 0,7 % — предприятия иных отраслей экономики.

## Транспорт
Через город проходит национальное шоссе № 70 (исп. Ruta Nacional 70).